# Каменьчик (Нижньосілезьке воєводство)
Каменьчик (пол. Kamieńczyk, нім. Steinbach) — село в Польщі, у гміні Мендзилесе Клодзького повіту Нижньосілезького воєводства.
Населення — 63 особи (2011).
У 1975—1998 роках село належало до Валбжиського воєводства.

## Демографія
Демографічна структура станом на 31 березня 2011 року:
|          | Загалом | Допрацездатний вік | Працездатний вік | Постпрацездатний вік |
| -------- | ------- | ------------------ | ---------------- | -------------------- |
| Чоловіки | 34      | 3                  | 24               | 7                    |
| Жінки    | 29      | 6                  | 17               | 6                    |
| Разом    | 63      | 9                  | 41               | 13                   |